# Microsomaal ethanol-oxidatiesysteem
Het microsomale ethanoloxidatiesysteem (MEOS) is een alternatieve route van ethanolmetabolisme die plaatsvindt in het gladde endoplasmatisch reticulum bij de oxidatie van ethanol tot acetaldehyde . Hoewel MEOS bij gemiddelde individuen slechts een ondergeschikte rol speelt in het ethanolmetabolisme, neemt de activiteit ervan toe bij chronisch alcoholgebruik. De MEOS-route vereist dat het CYP2E1- enzym, onderdeel van de cytochroom P450- enzymfamilie, ethanol omzet in acetaldehyde . De affiniteit van ethanol voor CYP2E1 is lager dan de affiniteit voor alcoholdehydrogenase . Het heeft een vertraagde activiteit bij niet-chronische alcoholconsumptie, aangezien er nog geen inductie is van het CYP 2E1 is. Bij chronisch alcoholgebruik zal er een toename zijn in CYP2E1 activiteit door toename van de MEOS pathway. Dit is het meest duidelijk te zien bij alcoholdehydrogenase-negatieve hertmuizen.  Aangezien er in de hersenen geen alcoholdehydrogenase aanwezig is, zal een groot deel van de ethanolafbraak (+- 60%) via de MEOS pathway verlopen.
De MEOS-route zet ethanol via een redoxreactie om in acetaldehyde. Bij deze reactie wordt ethanol geoxideerd (met verlies van twee waterstofatomen) en wordt O2 gereduceerd (door acceptatie van waterstof) om H2O te vormen. NADPH wordt gebruikt als donor van waterstof en vormt NADP + .  Dit proces verbruikt ATP en geeft warmte af. Dit leidt tot de hypothese dat chronisch alcoholgebruik een toename geeft in het energieverbruik in rust. 
Deze toename van het energieverbruik in rust kan, volgens sommige onderzoeken, verklaard worden doordat de MEOS 9 calorieën per gram ethanol "verbruikt" voor metabolisatie, tegenover 7 calorieën per gram ingenomen ethanol. Dit resulteert in een nettoverlies van 2 calorieën per gram ingenomen ethanol.